# 三都澳天主教堂
三都澳天主教堂是一座天主教堂，位于中国福建省宁德市蕉城区三都镇松岐村罗厝里。
1923年，从福建北境代牧区，分设福宁府代牧区（1946年升格为福宁教区）。主教座堂设于三都澳。
教堂在海岛的后山上，由西班牙多明我会的神父建于1932年，保存完好。西班牙式风格，坐西朝东，钟楼高15米，面宽17米，深21米，建筑面积600多平方米，占地面积350平方米。设计有玫瑰窗、拱券、穹顶。内部装饰用料考究，做工精细，色彩绚丽。1996年重新装修。教堂后面还有规模宏大的修女院。这两栋建筑历经浩劫：1944年的大轰炸和1966年的文革，有幸保存至今。
2003年12月，三都澳天主教堂公布为县级文物保护单位。2009年11月16日，三都澳天主教堂作为三都近代建筑群的一部分，由福建省人民政府公布为第七批福建省文物保护单位。